# Thymus tiflisiensis
Thymus tiflisiensis — вид рослин родини глухокропивові (Lamiaceae), поширений у Закавказзі (Азербайджан, Вірменія, Грузія).

## Опис
Стебла запушені. Листки шкірясті, коротко черешкові, довгасто-еліптичні, 13–17 мм, голі, війчасті на основі. Суцвіття переривається, довжиною 2–5 см. Квітки 6–7 мм довжиною.

## Поширення
Поширений у Закавказзі (Азербайджан, Вірменія, Грузія).